# 로그 컴퍼니
로그 컴퍼니(Rogue Company)는 퍼스트 워치 게임스가 개발하고 하이레즈 스튜디오가 배급한 부분 유료화 다인용 전술 3인칭 히어로 슈팅 비디오 게임이다. 이 게임은 2020년 10월 1일 마이크로소프트 윈도우용으로 에픽게임즈 스토어, 스팀, 엑스박스 원, 플레이스테이션 4, 닌텐도 스위치를 통해 오픈 베타로 출시되었다. 엑스박스 시리즈 X/S의 경우 2020년 11월 25일 출시되었으며 플레이스테이션 5 버전은 2021년 3월 30일 출시되었다. 이 게임은 크로스 플랫폼 플레이와 크로스 프로그레션을 온전히 지원한다. 이 게임은 카운터-스트라이크 전술 슈팅 게임 시리즈의 영향을 받았다. 이 비디오 게임은 2022년 5월 23일 베타 단계에서 탈출하였다.

## 평가
| 평가 |            |
| --- | ---------- |
| 통합 점수 통합사 점수 메타크리틱 PC: 75/100 [ 1 ] 평론 점수 평론사 점수 IGN 7/10 [ 2 ] 닌텐도 라이프 7/10 [ 3 ] |            |
| 통합 점수 |            |
| 통합사 | 점수       |
| 메타크리틱 | PC: 75/100 |
| 평론 점수 |            |
| 평론사 | 점수       |
| IGN | 7/10       |
| 닌텐도 라이프                                                                                                   | 7/10       |

리뷰 애그리게이터 메타크리틱에 따르면 PC 버전의 로그 컴퍼니는 평론가들로부터 대체로 긍정적인 평가를 받았다.